# Vas de linie
Un vas de linie este o navă de pasageri, în general destinată pentru transportul de pasageri dintr-un port în altul, dealungul unor linii maritime regulate. Vasele de linie mai pot fi utilizate și pentru alte scopuri, printre care croaziere de agrement sau transport de trupe.